# Free at Last (álbum de Freeway)
Free at Last é o segundo álbum de estúdio do rapper estadunidense Freeway. Foi lançado em 20 de novembro de 2007 nos Estados Unidos da América. Foi produzido por J. R. Rotem, Cool & Dre e outros. Contou com a participação especial de Jay-Z, 50 Cent, Jadakiss, Rick Ross e outros rappers notáveis.

## Recepção
Free at Last estreou na quadragésima segunda posição do Billboard 200, vendendo cerca de 36.00 cópias durante a sua primeira semana de lançamento. Em 2 de abril de 2008, o álbum havia vendido 100,206 cópias nos Estados Unidos.

## Lista de músicas
| #  | Música                     | Produtor(es)                                 | Aparição especial(is)   | Tempo |
| -- | -------------------------- | -------------------------------------------- | ----------------------- | ----- |
| 1  | "This Can't Be Real"       | Ron Fair & Carvin & Ivan (Karma Productions) | Marsha Ambrosius        | 3:44  |
| 2  | "It's Over"                | Jake One                                     |                         | 3:40  |
| 3  | "Still Got Love"           | Bink                                         |                         | 3:45  |
| 4  | "Roc-A-Fella Billionaires" | Dame Grease                                  | Jay-Z                   | 3:41  |
| 5  | "When They Remember"       | Bink                                         |                         | 3:43  |
| 6  | "Take It To The Top"       | J. R. Rotem                                  | 50 Cent                 | 3:42  |
| 7  | "Spit That Shit"           | Dangerous LLC                                |                         | 3:43  |
| 8  | "Reppin' The Streets"      | Chad "Wes" Hamilton                          |                         | 3:59  |
| 9  | "Free at Last"             | Double O                                     |                         | 3:38  |
| 10 | "Baby Don't Do It"         | Chad "Wes" Hamilton                          | Scarface                | 3:27  |
| 11 | "Nuttin' On Me"            | Needlz                                       |                         | 2:55  |
| 12 | "Walk Wit Me"              | Don Cannon                                   | Busta Rhymes & Jadakiss | 4:06  |
| 13 | "Lights Get Low"           | Cool & Dre                                   | Rick Ross & Dre         | 3:47  |
| 14 | "I Cry"                    | DJ Noodles                                   |                         | 3:11  |

## Histórico de lançamento
- 14 de outubro de 2007
- 20 de novembro de 2007
- 19 de novembro de 2007
- 10 de dezembro de 2007
- 12 de janeiro de 2008